# Istana Kenangan

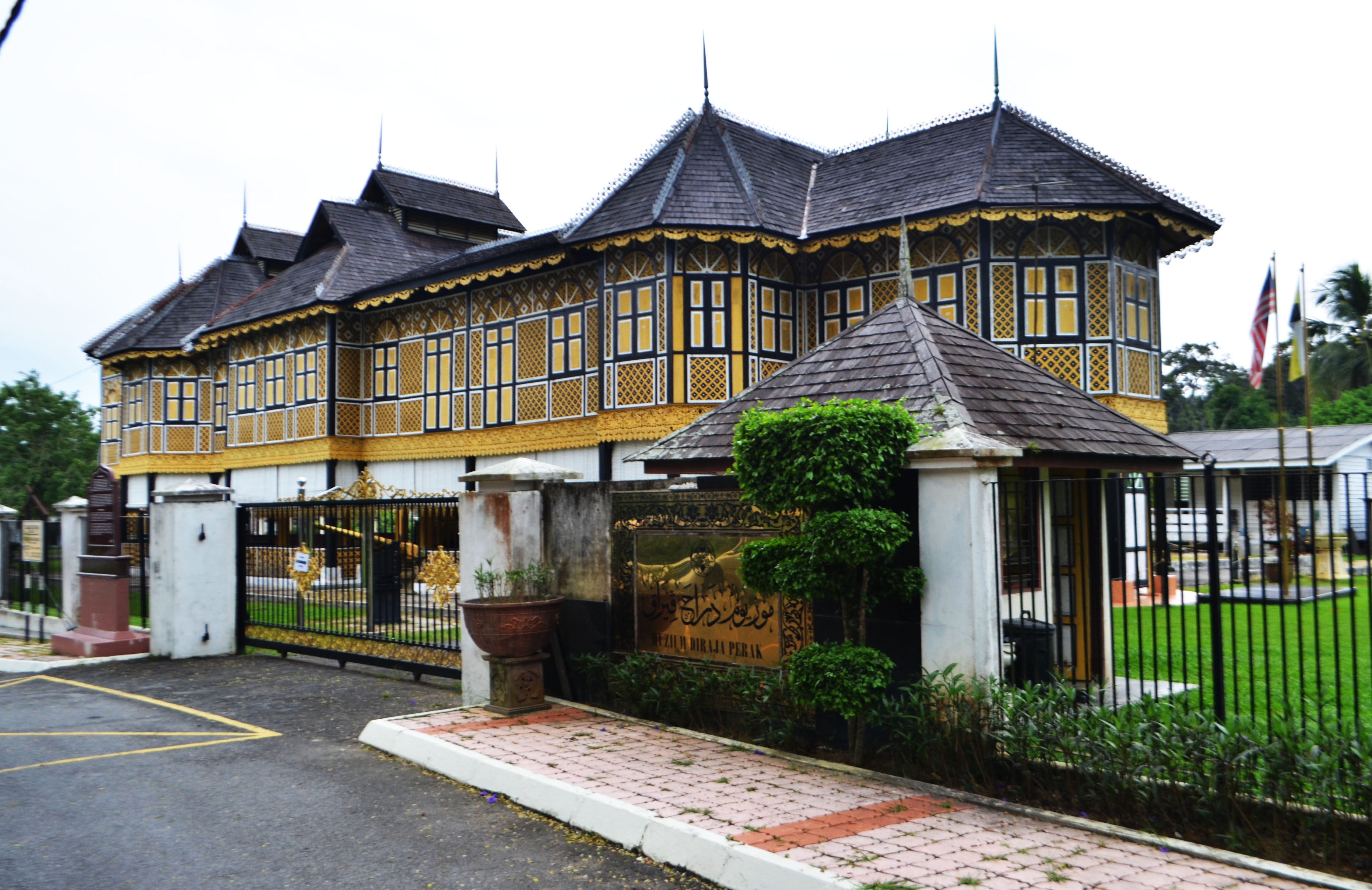
Residencia Real Istana Kenengan en Kuala Kangsar de Perak (Malasia).

Istana Kenangan (Jawi: ايستان كنڠن ;Palacio de Recuerdo) era una residencia real en Kuala Kangsar en Perak, Malasia.
Fue construido en 1926 por el sultán Iskandar Shah por el malayo carpintero Enci Sepian de Bukit Mertajam, con la ayuda de su Abidin Zainal hijos e Ismail. El palacio era conocido previamente como el Palacio de Valle, debido a su ubicación. El palacio fue la residencia oficial entre 1931 y 1933. Sin embargo, una vez finalizada Istana Iskandariah, el Kenangan Istana fue utilizado para recepciones reales y donde los invitados del palacio alojado. Se trata de dos pisos con el piso superior consta del dormitorio, habitaciones familiares y un salón comedor. En la planta baja se utilizaba como oficina oficial real, donde se hizo su piso original de madera maciza. El piso de madera sin embargo había sido sustituido por mármol.
Es hoy en día alberga el Museo Real de Perak.

## Otras lecturas
- The architectural heritage of the Malay world: the traditional houses, p. 68, en Google Libros (en inglés)